# Francoska Indokina
Francoska Indokina (v preteklosti zapisana kot Francoska Indokitajska), uradno znana kot Indokitajska unija in po letu 1947 kot Indokitajska federacija je bila skupina francoskih kolonialnih ozemelj na jugovzhodu Azije do svojega propada leta 1954. Obsegala je Kambodžo, Laos (od 1899), kitajsko ozemlje Guangzhouwan (od 1898 do 1945) in vietnamske regije Tonkin na severu, Annam v sredini in Kočinčina na jugu. Glavno mesto večino svoje zgodovine (1902–45) je bil Hanoj; Sajgon je bil glavno mesto od 1887 do 1902 in ponovno od 1945 do 1954.
Drugo francosko cesarstvo je leta 1862 in 1863 priključilo Kočinčino in ustanovilo protektorat v Kambodži. Potem ko je Tretja francoska republika s kampanjo Tonkin prevzela severni Vietnam, so bili leta 1887 različni protektorati združeni v eno unijo. V unijo sta bili vključeni še dve entiteti: laoški protektorat in kitajsko ozemlje Guangzhouwan. Francozi so med svojo vladavino izkoriščali bogastva v regiji, prispevali pa so tudi k izboljšavam zdravstvenega in izobraževalnega sistema v regiji. Kljub temu so med domorodnim prebivalstvom in kolonisti ostali globoki prepadi, kar je vodilo do občasnih uporov prvih. Po padcu Francije med drugo svetovno vojno je kolonijo upravljala vichyjska vlada in je bila pod japonsko okupacijo do marca 1945, ko so Japonci strmoglavili kolonialni režim. Po japonski predaji je Viet Minh, komunistična organizacija, ki jo je vodil Hồ Chí Minh, razglasila neodvisnost Vietnama, vendar je Francija nato s pomočjo Britancev ponovno prevzela nadzor nad Francosko Indokino. Konec leta 1946 je med francoskimi silami in silami Viet Minha izbruhnila popolna vojna za neodvisnost, znana kot prva indokitajska vojna.
Da bi se zoperstavili Viet Minhu, so Francozi leta 1949 razglasili državo Vietnam, ki jo je vodil nekdanji cesar Bảo Đại. Francoska prizadevanja, da ponovno zavzamejo Vietnam, so bila neuspešna, vrhunec pa je bil poraz v bitki pri Điện Biên Phủ. 22. oktobra in 9. novembra 1953 sta Kraljevina Laos in Kraljevina Kambodža razglasili neodvisnosti. Po ženevskem sporazumu leta 1954 so se bili Francozi prisiljeni umakniti iz Vietnama, ki je bil razdeljen na dve državi (do leta 1976), Francoske Indokine pa ni bilo več.

## Zgodovina
Vietnam je prve stike z evropskimi družbami doživel prek katoliškega misijonskega gibanja, ki so ga v državo prenesli francoski in španski misijonarji iz 17. stoletja. Pod cesarjem Gia Longom so katoliški misijonarji pridobili vpliv na dvoru kot svetovalci cesarskega dvora in pomagali dinastiji Nguyễn uveljaviti svojo oblast nad dinastijo Tây Sơn. V 18. stoletju je bilo okoli 3 do 5 % prebivalstva severnega dela Tonkina že pokristjanjenih. Leta 1832 so pod cesarjem Minh Mạngom krščansko misijonarsko gibanje začeli zatirati, ker so ga konfucijanske elite v državi videle kot nezdružljivega s prevladujočo državno ideologijo in vero. Ta politika je vodila do javnih usmrtitev misijonarjev in njihove vpletenosti v upore proti Nguyễnu. Od sredine 19. stoletja so cerkveni krogi v Franciji začeli pozivati k vojaškemu posredovanju za uveljavitev misijonskih interesov.
Vietnamska država pod cesarjem Tự Đứcom se je sredi 19. stoletja soočila z velikimi notranjimi in zunanjimi izzivi. Od leta 1840 sta izpad pridelka in lakota prispevala k politični nestabilnosti. Podobno je napredek katoliškega misijonskega gibanja spodkopal verski red, ki je podpiral državo. Tự Đức je skušal najprej zavarovati položaj dinastije Nguyễn z zatiranjem uporov, misijonarskega gibanja in omejevanjem popuščanja evropskim silam. Še preden je Tự Đức prišel na oblast, je Vietnam s porazom dinastije Čing izgubil potencialno pomemben dejavnik proti mobilizirajočim se zaveznikom Evropejcev v prvi opijski vojni (1839 do 1842).
V 1850-ih, z drugo opijsko vojno (1856–1860), pomorsko ekspedicijo ZDA na Japonsko leta 1853 in britanskim prevzemom Burme, so nekatere evropske sile v vzhodni Aziji še pridobile na moči. Po zmagi v drugi opijski vojni se je Francosko cesarstvo odločilo, da bo tam uporabilo svoje ekspedicijske sile pod vodstvom Charlesa Rigaulta de Genouillyja za kazensko ekspedicijo proti Vietnamu. Povod je bila usmrtitev dveh španskih misijonarjev po Tự Đứcovem ukazu leta 1857. Septembra 1858 je francosko-španska ekspedicijska sila osvojila majhno pristaniško mesto Đà Nẵng. Mornarica je kampanjo Kočinčina (francosko Campagne de Cochinchine) začela z zavzetjem Sajgona 17. februarja 1859 z namenom zasesti več provinc v Južnem Vietnamu. Po hudih vojaških porazih (nazadnje zavzetje glavnega mesta province Vĩnh Long 22. marca 1862) je Tự Đức aprila 1862 pristal na Sajgonsko pogodbo, ki je določala ustanovitev francoske kolonije v Kočinčini.
Francoska republika je leta 1884 začela francosko-kitajsko vojno s ciljem, da bi popolnoma odstranila Vietnam iz vplivne sfere kitajskega cesarstva Čing. Vietnamski cesarski dvor je sprejel protektorat Tonkin in Anam zaradi kitajskega poraza s Huejsko pogodbo. Francija je sklenila pogodbo o protektoratu s kamboškim kraljem Norodomom I., ki je bil blizu de facto priključitvi države. Leta 1887 je francoska kolonialna sila ustvarila Indokitajsko unijo, civilno vlado pod generalnim guvernerjem, ki je še dodatno zmanjšala preostali vpliv lokalne elite. Generalni guverner, odgovoren kolonialnemu ministrstvu v Parizu, je bil neposredni vodja uprave Anama in Tonkina. Kočinčino je upravljal kolonialni svet, ki je bil izbran izmed nekaj tisoč francoskih državljanov v državi.
Vietnamsko prebivalstvo je na kolonizacijo gledalo kot na tujo oblast in uničenje tradicionalne svetovne in družbene podobe. Na versko in kulturno legitimiranega cesarja so mnogi še naprej gledali kot na zakonitega poglavarja družbe. Tuja vladavina je v ljudskih pesmih med drugim obravnavana kot boleča izguba tradicionalnega reda. Naraščajoče gverilsko gibanje, rekrutirano predvsem iz kmečke skupnosti, je nasprotovalo kolonizaciji. To gibanje Pomagajte cesarskemu gibanju je organiziralo svoje enote v velike formacije z vojaško disciplino, nosilo modre uniforme s polkom, kadar je bilo to mogoče, in ga je podpiral razred mandarinov. V okviru upora so pobili prebivalce, ki so se spreobrnili v krščanstvo, pri čemer jih je bilo ubitih na desettisoče. Francoske kolonialne oblasti so lahko potisnile upor z napotitvijo vojaških enot, ki so bile večinoma sestavljene iz samih Vietnamcev, vendar jim je uspelo ustvariti krhke varnostne razmere le do 20. stoletja.
Po francosko-siamski vojni leta 1893 je bil Laos vključen v ta kolonialni imperij. Od leta 1900 dalje je bilo zakupljeno območje Guangzhouwan v južni Kitajski prav tako dano pod upravo Francoske Indokine.
Po prvi svetovni vojni se je v Francoski Indokini postopoma začela vzpostavitev sistematične oskrbe z električno energijo. Francoskim kolonialnim oblastem je uspelo stabilizirati varnostne razmere v državi. Vendar se je julija 1937 začela druga kitajsko-japonska vojna. Stalno napredovanje Japoncev je skrbelo Francoze. Julija 1938 je kolonialni minister Georges Mandel generala Georgesa Catrouxa imenoval za generalnega guvernerja Francoske Indokine. Ko je 22. avgusta prevzel položaj, je bil prvi vojaški guverner kolonije, odkar je bila tam leta 1879 uvedena civilna uprava.
Kmalu po porazu Francije proti Nemčiji je Philippe Pétain na pobudo Françoisa Darlana 20. julija 1940 imenoval Jeana Decouxa za generalnega guvernerja Indokine. Čeprav Decoux ni imel naklonjenosti Osi, je Pétain veljal za bolj zanesljivega kot njegov predhodnik Georges Catroux. Decoux je nato Japoncem podelil pravico do prehoda, namestitve vojakov in uporabe letališč.
Francosko-siamska vojna med Francijo Vichyjske vlade v Indokini in Kraljevino Siam (Tajsko) je potekala decembra 1940 in januarja 1941 in se končala z zmago Tajske. Z nadaljnjimi sporazumi o stacioniranju leta 1941 so Japonci povečali svoje enote in pod svoj nadzor postavili praktično vsa pomembna vojaška oporišča v Vietnamu. Poveljstvo japonske južne vojske pod vodstvom Terauchija Hisaichija je bilo v Vietnamu od leta 1941 do poletja 1943 in od jeseni 1944 do konca vojne. Februarja 1943 so japonske čete zasedle Guangzhouwan.
Francoske kolonialne uprave v Indokini pa se sprva niso dotaknili, saj se je Japonska zaradi Decouxovega sodelovanja sprva lahko omejila na sistem posredne vladavine. Govorice o načrtovanem francoskem odporu proti Japoncem, domnevni bližajoči se ameriški invaziji na Indokitajski polotok in oblikovanje začasne vlade v Franciji ter poraz Japonske v bitki za Filipine so privedli do dokončne priključitve Indokine s strani japonskih čet. Decoux je bil ujet 9. marca 1945.
Avgusta 1945 se je Japonska vdala. Ko je Francija ponovno prevzela nadzor nad Indokino, so se vojaški spopadi s komunističnim Việt Minhom, ki ga je vodil Ho Ši Minh, povečali. Med drugo svetovno vojno so Združene države podpirale Việt Minh v boju proti japonskim okupatorjem. 2. septembra 1945, potem ko je cesar Bảo Đại abdiciral, je Ho Ši Minh postal predsednik Demokratične republike Vietnam. Vendar so britanske, francoske in kitajske enote še istega meseca uspele obnoviti francosko oblast na tem območju, nakar so izbruhnili krvavi boji. Leta 1950 je Ho Ši Minh drugič razglasil »demokratično republiko«, ki sta jo priznali Ljudska republika Kitajska in Sovjetska zveza.
V bitki pri Điện Biên Pủ (13. marec 1954 do 7. maj 1954) je francoska kolonialna vojska utrpela hud in odločilen poraz, po katerem je francoski vpliv v regiji oslabel in Vietnam je bil razdeljen na Severni Vietnam in Južni Vietnam. Istega leta se je Francoska Indokina ločila od Francoske unije in 20. julija 1954 je Indokitajska konferenca (tudi Ženevska indokitajska konferenca) potrdila popolno suverenost Kambodže, Laosa in Vietnama.

## Uprava
Vlado Francoske Indokine so vodili generalni guverner in številni francoski prebivalci. Generalnemu guvernerju je pomagal sistem različnih vladnih agencij, vendar so te agencije delovale le kot svetovalci, ki so generalnemu guvernerju pomagali opravljati njegovo vlogo in izvajati njegova pooblastila. Vsi protektorati Kambodža, Anam, Tonkin in Laos so imeli nadrejene prebivalce, medtem ko je imela kolonija Kočinčina guvernerja. V protektoratih je bila domorodna uprava nominalno združena s francosko upravo, toda v koloniji Kočinčina in v »kolonialnih mestih«, kot je Đà Nẵng v Anamu, so Francozi ohranili neposredno oblast. Vse konstitutivne države Francoske Indokine so imele svoje pravne sisteme. V Anamu in Tonkinu so zakoni dinastije Nguyễn, kot so Sắc (敕, »cesarski ukaz«), Chí (誌, »odlok«) in Dụ (諭, »odlok«), ostali v veljavi, vendar so bili podrejeni zakoni francoske uprave.
Generalna vlada Francoske Indokine in njena pooblastila so bila ustanovljena in spremenjena s predsedniškimi odloki. Generalni guverner je imel vrhovno oblast nad zakonodajno, izvršilno in sodno vejo vlade in je imel moč imenovati prebivalce pod njim.  Generalni guverner je bil tudi zadolžen za vse vojaške zadeve v državi, med njihovimi odgovornostmi je bila zmožnost ustanovitve vojaškega korpusa, napotitev francoskih indokitajskih vojaških sil in izdajanje ukazov za vpoklic. Vendar pa generalni guverner ni bil zadolžen za dejansko poveljevanje vojaškim silam med dejanskimi vojaškimi akcijami in bitkami. Generalni guverner je bil tudi predsednik Indokitajskega vrhovnega sveta (kasneje preimenovanega v Indokitajski vladni svet), ki je bil najvišja vladna agencija, pristojna za splošne zadeve.
Druge vladne agencije generalne vlade Francoske Indokine so bile Indokitajski obrambni svet, Svetovalni odbor za rudnike, Indokitajski svetovalni svet za izobraževanje, Vrhovni svet za izkoriščanje kolonij, Indokitajska skupščina za gospodarske in finančne interese.
V protektoratih Anam in Tonkin je vlada dinastije Nguyễn de jure delila svojo oblast s francosko upravo, a jima je de facto neposredno vladal francoski kolonialni aparat.  Rezidentni nadrejeni in guverner Kočinčine nista imela zakonodajne pristojnosti, le izvršilno. Medtem ko so cesarji dinastije Nguyễn ohranili svoja zakonodajna pooblastila, je moral vse cesarske dekrete potrditi bodisi rezident-superior Anama bodisi generalni guverner Francoske Indokine. Do začetka 20. stoletja je Hoàng Việt luật lệ (皇越律例), včasih znan kot »Gia Long zakonik«, ostal glavni civilni zakonik dinastije Nguyễn, dokler cesar ni izdal skoraj enakega civilnega zakonika Anama in civilnega zakonika Tonkina.
Številni pravni dokumenti, ki so veljali v Francoski republiki, so bili uporabljeni tudi za Francosko Indokino, med drugim Napoléonov zakonik iz leta 1804, Trgovski zakonik iz leta 1807, Zakon o kazenskem inštrukciji in francoski kazenski zakonik iz leta 1810. Ti zakoni so začeli veljati v Francoski Indokini na dan, ko je generalni guverner izdal dekrete, da so veljali tudi za zvezo.
Zakonodajne dekrete generalnega guvernerja je bilo treba poslati ministru za kolonije v obravnavo, minister pa jih je nato odobril ali zavrnil. Vendar pa minister za kolonije ni imel pravice do kakršnih koli sprememb dekretov in če bi jih želeli spremeniti, bi jih morali sestaviti in nato poslati osnutek predsedniku Francije. Samo dekreti francoskega predsednika so lahko razveljavili dekrete generalnega guvernerja. Izvršilnih dekretov ni bilo treba pošiljati metropolitanski Franciji v pregled in so začeli veljati takoj.
Po vsem Vietnamu je na tisoče vasi imelo svoje lastne neodvisne pravne zakonike, ki so urejali družbene odnose znotraj vaške skupnosti, obstajalo je na tisoče pisnih predpisov in osrednja uprava jih je pogosto priznavala. Ti pravni zakoniki so bili znani kot Hương ước (鄉約), Hương lệ (鄉例) in Lệ làng (例廊), kar bi lahko prevedli kot »podeželske zaveze«, obstajali pa so tudi na Kitajskem in v Koreji. Hương ước je vseboval pravila o različnih pravnih praksah, kot so upravljanje zemlje, poroka, delovna razmerja, arbitraža sporov, pa tudi lokalne običaje, kot so družinski odnosi, odnosi v vasi, duhovi, čaščenje prednikov, žrtvovanje, žalovanje in hrepenenje. Tako generalna vlada Francoske Indokine kot vlada dinastije Nguyễn sta poskušala reformirati ta pravila in predpise sebi v prid. Da bi razširili svojo oblast v vietnamske zaselke in vasi, je francoska uprava izdala modele za vasi, ki naj bi sledili, vendar je veliko vietnamskih vasi še vedno delovalo neodvisno od francoske in nguyễnske uprave.

## Demografija

### Prebivalstvo
Vietnamske, laoške in kmerske etnične skupine so sestavljale večino prebivalcev kolonije. Manjšinske skupine, kot so Muong, Tay, Chami in Jarai, so bile skupaj znane kot Montagnardi in so prebivale predvsem v gorskih regijah Indokitajskega polotoka. Etnični Han Kitajci so bili večinoma skoncentrirani v večjih mestih, zlasti Hoa v Kočinčini in Chen v Kambodži, kjer so se močno vključili v trgovino. Poleg tega je obstajala tudi majhna francoska manjšina, ki je do leta 1940 predstavljala 0,2 % prebivalstva (ali 39.000 ljudi). Okoli 95 % prebivalstva Francoske Indokine je bilo po ocenah iz leta 1913 podeželskega, čeprav je urbanizacija med francosko vladavino počasi rasla.

### Religija
Glavna vera v Francoski Indokini je bil mahajanski budizem pod vplivom konfucijanstva, ki je bolj prevladoval v Vietnamu, , medtem ko je bil teravadski budizem bolj razširjen v Laosu in Kambodži. Poleg tega so bili aktivni katoliški misijonarji razširjeni po vsej Indokini in približno 10 % prebivalstva Tonkina se je do konca francoske vladavine opredelilo kot katoličane. V tem obdobju sta se začela tudi Cao Đài in Hòa Hảo (sekta budizma).

### Francoska naselja
Za razliko od Alžirije se francoska naselitev v Indokini ni zgodila v velikem obsegu. Do leta 1940 je v Francoski Indokini živelo le okoli 34.000 francoskih civilistov, skupaj z manjšim številom francoskega vojaškega osebja in vladnih delavcev (6000). Od tega jih je skoraj polovica, 16.550, živela v Kočinčini, velika večina pa v Sajgonu.
Glavni razlogi, zakaj francoska naselitev ni rasla na podoben način kot v francoski severni Afriki (ki je imela več kot 1 milijon francoskih civilistov), so bili, ker je bila Francoska Indokina obravnavana kot colonia d'exploitation économique (gospodarska kolonija) in ne colonia de peuplement (naselitvena kolonija, ki pomaga metropolitanski Franciji pred prenaseljenostjo) in ker je bila Indokina oddaljena od same Francije.

### Jezik
Med francosko kolonialno vladavino je bil francoski jezik glavni jezik izobraževanja, vlade, trgovine in medijev, francoščina pa je bila široko predstavljena splošnemu prebivalstvu. Francoščina se je razširila med mestnim in pol mestnim prebivalstvom ter postala glavni jezik elite in izobražencev. To je bilo najbolj opazno v kolonijah Tonkin in Kočinčina (severni oziroma južni Vietnam), kjer je bil francoski vpliv najmočnejši, medtem ko je bil Anam, Laos in Kambodža pod manjšim vplivom francoskega izobraževanja. Kljub prevladi francoščine v uradnih in izobraževalnih okoljih je lokalno prebivalstvo še vedno večinoma govorilo svoje materne jezike. Po koncu francoske vladavine je bil francoski jezik še vedno v veliki meri v uporabi med novimi vladami (z izjemo Severnega Vietnama). Danes se francoščina še naprej poučuje kot drugi jezik v nekdanjih kolonijah in se uporablja v nekaterih upravnih zadevah.

## Gospodarstvo
Francoska vlada je Indokino označila za kolonijo gospodarskega izkoriščanja. Financiranje kolonialne vlade je prihajalo z davki na lokalne prebivalce in francoska vlada je vzpostavila skoraj monopol nad trgovino z opijem, soljo in riževim alkoholom. Francoska uprava je določila potrošniške kvote za vsako vietnamsko vas in s tem prisilila vaščane, da kupijo in porabijo določene količine tega monopoliziranega blaga. Trgovina s temi tremi izdelki je leta 1920 predstavljala približno 44 % proračuna kolonialne vlade, vendar se je do leta 1930 zmanjšala na 20 %, ko se je kolonija začela gospodarsko diverzificirati.
Glavna banka kolonije je bila Banque de l'Indochine, ustanovljena leta 1875 in je bila odgovorna za kovanje kolonijske valute, indokitajskih piaster. Indokina je bila do leta 1940 za Alžirijo druga najbolj vložena francoska kolonija z naložbami v skupnem znesku do 6,7 milijona frankov.
V prvih 6 mesecih prve svetovne vojne je generalna vlada izgnala vse Nemce in državljane Avstro-Ogrske, ki so živeli v Francoski Indokini. Dve predvojni uvozno-izvozni hiši, Speidel & Co. in F. Engler & Co., sta bili uradno reorganizirani kot francoski podjetji, vendar sta v resnici še naprej delovali pod nemškim nadzorom in z uporabo nemškega kapitala. V 1910-ih je bil Speidel & Co. največji uvoznik evropskega blaga v državo, Engler pa je bil eden njegovih glavnih konkurentov. Potem ko so bili nemški lastniki izgnani iz podjetja, so zaposleni na nižji ravni poskušali nadaljevati z vodenjem teh podjetij kljub vse večjemu pritisku francoskih kolonialnih oblasti s pomočjo samovoljnih carinskih pregonov, motenj v tovornem prometu in regulativnih zaostrovanj. Kasneje so Francozi zasegli vsa skladišča nemškega podjetja Speidel in zaseženo blago prodajali po nizkih cenah tako vietnamskim potrošnikom kot kitajskim izvoznikom, da bi povečali prihodke. To blago je vključevalo riž, vino in konzervirano blago.
Med prvo svetovno vojno so se izvozni predpisi nenehno spreminjali, kar so kitajska izvozna podjetja izkoristila tako, da so od vietnamskih kmetov, ki so ga pridelali, kupovala riž po minimalnih cenah, nato pa so tveganja izvozne trgovine namenoma prenašala na tiste male vietnamske kmete, ki so bili najmanj sposobni nositi vpletene izgube.
Ker je vojna otežila uvoz in izvoz iz in v Evropo, je Francoska Indokina povečala trgovino z drugimi pacifiškimi državami. Med vojno so uvozna podjetja uvažala moko iz Združenih držav in mlečne izdelke iz Avstralije, čeprav na nižji ravni kot v predvojnem obdobju. Pred prvo svetovno vojno je imela Francoska Indokina letni uvoz moke za 950.000 dolarjev in letni uvoz kondenziranega mleka za 135.000 dolarjev, med vojno pa so uvozili le polovico te količine iz ZDA in približno petino količine kondenziranega mleka iz Avstralije.
Od leta 1930 je Francija začela izkoriščati regijo zaradi njenih naravnih virov in gospodarsko diverzificirati kolonijo. Kočinčina, Anam in Tonkin (ki obsegajo današnji Vietnam) so postali vir čaja, riža, kave, popra, premoga, cinka in kositra, medtem ko je Kambodža postala središče pridelka riža in paprike. Samo Laos je bil sprva obravnavan kot ekonomsko neuspešna kolonija, čeprav so tam pridobivali les v majhnem obsegu.
Na prelomu 20. stoletja je rastoča avtomobilska industrija v Franciji povzročila rast gumarske industrije v Francoski Indokini, nasadi pa so bili zgrajeni po vsej koloniji, zlasti v Anamu in Kočinčini. Francija je prek svoje kolonije v Indokini kmalu postala vodilni proizvajalec kavčuka in indokitajski kavčuk je postal cenjen v industrializiranem svetu. Uspeh plantaž kavčuka v je povzročil povečanje naložb v kolonijo s strani različnih podjetij, kot je Michelin. Z naraščajočim številom naložb v rudnike kolonije ter nasade kavčuka, čaja in kave se je Francoska Indokina začela industrializirati, ko so se v koloniji odprle tovarne. Te nove tovarne so proizvajale tekstil, cigarete, pivo in cement, ki so jih nato izvažali po celotnem francoskem imperiju.

## Infrastruktura
Ko je bila Francoska Indokina obravnavana kot gospodarsko pomembna kolonija za Francijo, si je francoska vlada zadala cilj izboljšati prometna in komunikacijska omrežja v koloniji. Sajgon je postal glavno pristanišče v jugovzhodni Aziji in se je kosal z britanskim pristaniščem Singapur kot najbolj prometno trgovsko središče v regiji. Do leta 1937 je bil Sajgon šesto najbolj obremenjeno pristanišče v celotnem francoskem imperiju.
V 19. stoletju si je francoska kolonialna uprava prizadevala za razvoj rednih trgovskih mrež in učinkovite prometne infrastrukture med Indokino in jugozahodno Kitajsko. Glavna motivacija za takšno prizadevanje je bila olajšati izvoz evropskega blaga na Kitajsko. Železnica bi Franciji prav tako omogočila dostop do naravnih virov Junana, mineralnih virov in opija ter odprla kitajski trg za indokitajske izdelke, kot so riž, suhe ribe, les in premog. Tako so v začetku 20. stoletja dokončali železnico Kunming–Hải Phòng, ki je povezovala pomembno pristaniško mesto Hải Phòng z glavnim mestom Junana Kunmingom.
Leta 1936 je bila odprta transindokinajska železnica, ki je povezovala Hanoj in Sajgon. Nadaljnje izboljšave prometne infrastrukture kolonije so privedle do lažjega potovanja med Francijo in Indokino. Do leta 1939 ni bilo potrebno več kot mesec dni vožnje z ladjo od Marseilla do Sajgona in približno pet dni z letalom od Pariza do Sajgona. Podvodni telegrafski kabli so bili nameščeni leta 1921.
Tako kot drugod po svetu so bile železnice v Francoski Indokini prizorišče aktivnega sindikalnega in delavskega organiziranja.
Francoski naseljenci so dodatno dodali svoj vpliv na kolonijo z gradnjo stavb v obliki Beaux-Arts in dodali znamenitosti s francoskim vplivom, kot so Hanojska opera (po vzoru Palais Garnier), stolnica sv. Jožefa v Hanoju (podobna Notre Dame v Parizu) in saigonsko baziliko Notre-Dame. Francoski kolonisti so zgradili tudi številna mesta v Indokini, ki so služila različnim namenom, od trgovskih postojank do letoviških mest. Najbolj opazni primeri vključujejo Sa Pa v severnem Vietnamu, Đà Lạt v osrednjem Vietnamu in Pakse v Laosu.

## Arhitekturna zapuščina
Vlade Vietnama, Laosa in Kambodže prej niso želele promovirati svoje kolonialne arhitekture kot prednosti za turizem; vendar se je v zadnjem času nova generacija lokalnih oblasti arhitekture nekoliko »oklenila« in jo reklamira. Največja koncentracija stavb iz francoskega obdobja je v Hanoju, Đà Lạtu, Hải Phòngu, Hošiminhu, Huếju in različnih krajih v Kambodži in Laosu, kot so Luang Prabang, Vientiane, Phnom Penh, Battambang, Kampot in Kép.